# تشارلي باركر (مدرب كرة سلة)
تشارلي باركر (بالإنجليزية: Charlie Parker)‏ هو مدرب كرة سلة أمريكي، ولد في 24 ديسمبر 1948.